# Uropsalis
Uropsalis és un gènere d'ocells de la família dels caprimúlgids (Caprimulgidae).

## Descripció
Com tots els caprimúlgids, tenen la cua llarga i les ales curtes i arrodonides. Tenen bec curt, boca ampla, i cerdes rectrius conspícues. El plomatge és molt críptic i alguns són tan similars que són difícils de distingir només pel plomatge. Tenen les potes molt curtes i els peus petits que utilitzen per a posar-se directament en el sòl o en una perxa.

## Etologia
Per alimentar-se, surten volant des d'una perxa per capturar insectes i després tornen al mateix punt o a una perxa pròxima. Sovint són difícils de detectar en el sòl o en branques on es perxen, pel fet que gràcies al plomatge es camuflen molt bé amb el mitjà. Són crepusculars i nocturnes. Els cants i reclams són estereotípics i cada espècie pot ser identificada amb certesa a través del cant i reclam.

## Taxonomia
Segons la Classificació del Congrés Ornitològic Internacional (versió 14.2, 2024) aquest gènere està format per dues espècies:
- enganyapastors cua d'oreneta (Uropsalis segmentata).
- enganyapastors cua de lira (Uropsalis lyra).